# Батлер, Джерри
Дже́рри Ба́тлер (англ. Jerry Butler; 8 декабря 1939, Санфлауэр, Миссисипи — 20 февраля 2025, Чикаго, Иллинойс) — американский певец.
Музыкальный веб-сайт AllMusic называет Батлера «крунером с богатым голосом, известным как Iceman из-за своей хладнокровной подачи материала, и человеком, ставшим стержнем чикагского соула», а его голос считает «одним из самых прославленных голосов во всей музыке. Душевный, как никогда, и при этом гладкий, как лёд — его прозвище „the Ice Man“ инкапсулирует его манеру себя вести — и звук».
Песня «For Your Precious Love» в исполнении Джерри Батлера и группы Impressions входит в список «500 величайших песен всех времён» по версии журнала «Rolling Stone» (335 место в списке 2011 года).
Батлер умер 20 февраля 2025 года от болезни Паркинсона у себя дома в Чикаго в возрасте 85 лет.

## Дискография
- См. «Jerry Butler § Discography» в английском разделе.